# イントゥ・ザ・スカイライン
『イントゥ・ザ・スカイライン』（Into the Skyline）は、1992年にリリースされたキャシー・デニスの2枚目のスタジオ・アルバムである。1994年2月25日には「イッツ・マイ・スタイル」を追加収録した『イントゥ・ザ・スカイライン+1』を「イッツ・マイ・スタイル」のシングル盤と同日に発売した、どちらも日本のみの発売。

## 収録曲
日本盤
1. ライド・トゥ・ミー (You Lied to Me)
2. ホワイ (Why) (D Mob Featuring Cathy Dennis)
3. フォーリング　(Falling)
4. モーメンツ・オブ・ラブ (Moments of Love)
5. ビーイング・ウィズ・ユー (Being With You)
6. フォー・ユア・ラブ　(For Your Love)
7. ベイビー・ユー・アー (Irresistible)
8. ガット・トゥ・ファイト (We've Got to Fight)
9. チェンジ・ウィル・カム (Change Will Come)
10. アワ・トゥルー・エモーションズ (Our True Emotions)
11. エブリバディ・ゲット・アップ (Everybody Get Up)
12. ワン・ライフ (One Life)
13. ナッシング・ムーブス・ミー (Nothing Moves to Me)
14. ライド・トゥ・ミー (スプレイド・ウィズ・シェプズ・アティテュード・ミックス) (You Lied to Me (Sprayed with Shep's Attitude Mix))

### 「イントゥ・ザ・スカイライン+1」
1. イッツ・マイ・スタイル (It's My Style)
2. ライド・トゥ・ミー
3. ホワイ
4. フォーリング
5. モーメンツ・オブ・ラブ
6. ビーイング・ウィズ・ユー
7. フォー・ユア・ラブ
8. ベイビー・ユー・アー
9. ガット・トゥ・ファイト
10. チェンジ・ウィル・カム
11. アワ・トゥルー・エモーションズ
12. エブリバディ・ゲット・アップ
13. ワン・ライフ
14. ナッシング・ムーブス・ミー
15. ライド・トゥ・ミー (スプレイド・ウィズ・シェプズ・アティテュード・ミックス)

## 備考
1993年5月、『ビバリーヒルズ高校白書』のエピソード「お別れダンス・パーティ (A Night to Remember)」にゲスト出演し、本作から「ホワイ」「モーメンツ・オブ・ラブ」、前作から「タッチ・ミー (オール・ナイト・ロング)」の3曲を歌った。